# Metaphycus turneri
Metaphycus turneri är en stekelart som först beskrevs av Girault 1932.  Metaphycus turneri ingår i släktet Metaphycus och familjen sköldlussteklar. Inga underarter finns listade i Catalogue of Life.